# Krupina (roślina)
Krupina, pajączyk (Crupina (Pers.) DC.) – rodzaj roślin z rodziny astrowatych. Obejmuje trzy gatunki. Zasięg rodzaju obejmuje północną Afrykę, Europę bez jej północnej części oraz zachodnią Azję po Kazachstan, zachodnie Chiny i Indie. W Polsce jako gatunek przejściowo dziczejący (efemerofit) występuje krupina pospolita C. vulgaris. Gatunek ten rośnie także introdukowany w Ameryce Północnej w zachodniej części Stanów Zjednoczonych.
Rośliny te występują w murawach i stepach, w miejscach skalistych, w widnych lasach, na obrzeżach pól, zwykle na podłożu wapiennym.
Nazwa rodzaju pochodzi sprzed czasów linneuszowskich i nie jest znana jej etymologia.

## Morfologia
PokrójRośliny jednoroczne o pędach smukłych i prosto wzniesionych, osiągających ok. 1 m wysokości.
LiścieSkrętoległe i siedzące (górne czasem ogonkowe), o blaszce pierzasto wcinanej do pierzasto klapowanej, na brzegu ząbkowanej i orzęsionej. Wielkość liści zmniejsza się wraz z wysokością na pędzie.
KwiatyZebrane w kilka koszyczków na szczycie pędu. Ich okrywy są wrzecionowate do jajowatych, z listkami okrywy ciasno, dachówkowato ułożonymi w 4–6 szeregach, o brzegach łuskowatych, nieuzbrojonych. Dno koszyczka jest płaskie i pokryte szydlastymi plewinkami. Kwiaty brzeżne w koszyczku w liczbie 2–14 są morfologicznie żeńskie, ale płonne, wewnętrzne kwiaty w liczbie 1–2 są obupłciowe. Korona różowa do czerwonej lub fioletowej, rurkowata, na szczycie z pięcioma łatkami, owłosiona.
OwoceNiełupki nagie, jajowate, walcowate lub spłaszczone. Puch kielichowy składa się z zewnętrznego szeregu ości barwy jasnobrązowej do czarnej i wewnętrznego składającego się z trójkątnych, czarnych łusek.

## Systematyka
Rodzaj z rodziny astrowatych Asteraceae z podrodziny Carduoideae, z plemienia Cardueae i podplemienia Centaureinae. Rodzaj sytuowany jest w pozycji bazalnej w obrębie gradu obejmującego rodzaj chaber Centaurea i taksony z nim spokrewnione.
Wykaz gatunków
- Crupina crupinastrum (Moris) Vis.
- Crupina intermedia (Mutel) Briq. & Cavill.
- Crupina vulgaris Pers. ex Cass. – krupina pospolita